# G N' R Lies
| 전문가 평가          | 전문가 평가 |
| 평가 점수            | 평가 점수   |
| 출처                 | 점수        |
| -------------------- | ----------- |
| AllMusic             | [ 3 ]       |
| Entertainment Weekly | B           |
| Rolling Stone        | [ 5 ]       |
| The Village Voice    | E           |

《G N' R Lies》는 미국의 하드 록 밴드 건즈 앤 로지스의 두 번째 스튜디오 음반으로 1988년 11월 29일, 게펀 레코드에 의해 발매되었다. 이 음반은 이 밴드의 가장 짧은 스튜디오 음반으로, 33분 30초로 발매되었다. 이 음반은 미국 빌보드 200에서 2위에 올랐고, 미국 음반 산업 협회에 따르면, 이 음반은 미국에서 500만 장 이상의 판매고를 올렸다.
《G N' Lies》에서 유일하게 싱글로 발매된〈Patience〉는 1989년 6월 3일, 빌보드 핫 100 차트에서 4위까지 올랐다. 이 음반은 드러머 스티븐 애들러가 참여한 건즈 앤 로지스의 마지막 스튜디오 음반으로, 그는 1990년 〈Civil War〉의 녹음 직후 밴드를 떠났다.〈Civil War〉는 이후 1991년 발표된 《Use Your Illusion II》에 수록되었다. 또한 《G N' Lies》는 밴드가 5인조 체제로 녹음한 마지막 음반이기도 하다.

## 배경 및 녹음

### Live?!*@ Like a Suicide
첫 번째 네 곡은 이전에 발매된 EP 《Live ?!*@ Like a Suicide》로 구성되어 있다. 이 4개의 트랙은 2018년 《Appetite for Destruction》의 재발행에서 보너스 트랙으로 포함되었다.

### G N' R Lies
마지막 네 곡은 어쿠스틱 기타로 녹음되었다. 프로듀서 마이크 클링크가 "마법적인 로큰롤 역사의 순간들 중 하나"라고 부른 몇 개의 스튜디오 세션에서만 작성되고 녹음되었다(《Appetite for Destruction》의 얼터너티브 버전에 등장한 〈You're Crazy〉를 제외하고).
이후 인터뷰에서 액슬 로즈는 마지막 네 곡에서 밴드가 어떻게 들리는지 좋아하지만, 그의 목소리 소리는 싫다고 말했다. 로즈는 당시 밴드의 오랜 투어로 인해 목소리가 허스키하고 긁혔으며, 만약 그가 할 수 있었다면 별도의 세션에서 그의 보컬 트랙을 다시 녹음했을 것이라고 회상했다.
일렉트릭 기타와 함께 훨씬 더 빠른 버전의 〈You're Crazy〉는 이전에 밴드의 데뷔 음반인 《Appetite for Destruction》에서 발매되었고, 현재 원래 의도대로 녹음되었다.  〈Used to Love Her〉는 이지 스트래들린이 라디오에서 들은 "그를 나쁘게 대하는 외국인을 칭얼거리는 어떤 남자"를 싫어한 후 농담으로 쓰여졌다. 슬래시는 "사람들은 그것이 우리의 오래된 여자친구 중 한 명에 관한 것이라고 생각하지만, 사실은 액슬의 개에 관한 것입니다."라고 말했다.
《G N' R Lies》 EP의 네 곡 중 세 곡은 논란이 된 〈One in a Million〉을 제외하고 2018년 리마스터드 음반 《Appetite for Destruction》에 수록되어 있다.

## 커버 아트
이 음반의 커버는 타블로이드 신문을 풍자한 형태로 제작되었으며, 라이너 노트 역시 같은 스타일을 따르고 있다. 《G N' R Lies》가 CD로 발매되면서 커버 디자인에는 몇 가지 사소한 수정이 이루어졌으나, 초반 CD 프레싱은 원래의 커버를 그대로 유지하고 있다. 우선 좌하단에 표기된 "LIES LIES LIES"는 원래 "아내 구타는 1만 년 전부터 있어왔다(Wife-beating has been around for 10,000 years)"라는 문구였으며, "난쟁이를 출산한 코끼리(Elephant gives birth to midget)"라는 문구도 원래는 "여성 여러분, 암흑시대로 오신 걸 환영합니다(Ladies, welcome to the dark ages)"라는 헤드라인이었다. 초기 LP판의 많은 사본에는 속지에 검열되지 않은 나체 모델의 사진도 포함되어 있었다.

## 곡 목록
| #  | 제목                                   | 작사·작곡                                                          | 재생 시간 |
| -- | -------------------------------------- | ------------------------------------------------------------------ | --------- |
| 1. | 〈Reckless Life〉 (할리우드 로즈 커버) | 액슬 로즈, 이지 스트래들린, 크리스 웨버                            | 3:23      |
| 2. | 〈Nice Boys〉 (로즈 타투 커버)         | 앵그리 앤더슨, 믹 콕스, 조르디 리치, 댈러스 "디거" 로얄, 피터 웰스 | 3:01      |
| 3. | 〈Move to the City〉                   | 스틀래들린, 웨버, 델 제임스                                        | 3:42      |
| 4. | 〈Mama Kin〉 (에어로스미스 커버)       | 스티븐 타일러                                                      | 3:57      |

| #  | 제목                 | 작사·작곡      | 재생 시간 |
| -- | -------------------- | -------------- | --------- |
| 5. | 〈Patience〉         | 건즈 앤 로지스 | 5:56      |
| 6. | 〈Used to Love Her〉 | 건즈 앤 로지스 | 3:13      |
| 7. | 〈You're Crazy〉     | 건즈 앤 로지스 | 4:10      |
| 8. | 〈One in a Million〉 | 건즈 앤 로지스 | 6:09      |

## 인증
| 국가                                                  | 인증        | 판매량/출하량 |
| ----------------------------------------------------- | ----------- | ------------- |
| 아르헨티나 (CAPIF)                                    | 플래티넘    | 60,000^       |
| 오스트레일리아 (ARIA)                                 | 플래티넘    | 70,000^       |
| 오스트리아 (IFPI 오스트리아)                          | 골드        | 25,000*       |
| 브라질 (Pro-Música Brasil)                            | 골드        | 100,000*      |
| 독일 (BVMI)                                           | 골드        | 250,000^      |
| 일본 (RIAJ)                                           | 골드        | 100,000^      |
| 뉴질랜드 (RMNZ)                                       | 플래티넘    | 15,000^       |
| 영국 (BPI)                                            | 골드        | 100,000^      |
| 미국 (RIAA)                                           | 5× 플래티넘 | 5,000,000^    |
| *판매량을 기반으로 한 인증 ^출하량을 기반으로 한 인증 |             |               |